# Čerkesové
Čerkesové (turecky Çerkesler; rusky Черкесы, Čerkesy) také známí pod svým endonymem Adyghe (Adygejci) (čerkeskými jazyky: Адыгэхэр, Adıgəxər rusky: Адыги, Adygi; turecky: Adige), jsou severozápadokavzkazská etnická skupina původem z Čerkesie; během rusko-čerkeské války a následných etnických čistek jich však až 90 % zahynulo nebo bylo vyhnáno. Čerkesové dříve hovořili hlavně čerkeskými jazyky, což je severozápadní kavkazské dialektové kontinuum se dvěma hlavními nářečími a četnými dílčími nářečími. Čerkeský jazyk byl však v průběhu let zapomenut a dnes většina Čerkesů mluví turecky, rusky, anglicky, arabsky a hebrejsky, protože přeživší ruské genocidy byli vyhoštěni na území tehdejší Osmanské říše. Většina Čerkesů jsou muslimové.
Slovo 'Čerkes' pochází z turečtiny z dob středověku a přes Osmanskou říši se název rozšířil do zbytku světa. Čerkesové jsou tvořeni především Adygejci. Mezi Čerkesy se počítají i malé kavkazské národy jako Abázové nebo Ubychové, kteří se mezi Adygejce neřadí. Známý je výrok „každý Adygejec je Čerkes, ale ne každý Čerkes je Adygejec“.
Historická Čerkesie byla sovětskými a ruskými správami rozdělena na novodobé titulární čerkeské republiky Adygejsko, Kabardsko-Balkarsko, Karačajsko-Čerkesko a Krasnodarský kraj, jakož i jihozápadní části Stavropolského kraje a Rostovské oblasti. V souladu s tím byli Čerkesové nebo Adygejci také označeni jako následující: Adygejci v Adygejsku, Kabarďané v Kabardsko-Balkarsku, Čerkesové v Karačajsko-Čerkesku a Šapsugové v Krasnodarském kraji, ačkoli všechny čtyři skupiny jsou v podstatě stejní lidé. Asi 800 000 Čerkesů zůstává v historické Čerkesii, zatímco jiní žijí v Ruské federaci mimo tyto republiky a kraje. Ruské sčítání lidu z roku 2010 zaznamenalo 718 727 Čerkesů, z nichž 516 826 bylo Kabarďanů, 124 835 dalších Adyghejců v Adygejsku, 73 184 Čerkesů a 3 882 Šapsugů.
Organizace nezastoupených států a národů na počátku 90. let odhadovala, že existuje až 3,7 milionu „etnických Čerkesů“ v diasporách (ve více než 50 zemích) mimo titulární čerkeské republiky (což znamená, že zde žije pouze jeden ze sedmi „etnických čerkesů“) a že z těchto 3,7 milionu žijí více než 2 miliony v Turecku, 300 000 v Levantě (většinou v současném Jordánsku a Sýrii) a Mezopotámii(tj. v Iráku) a 50 000 v západní Evropě a Spojených státech.

## Historie

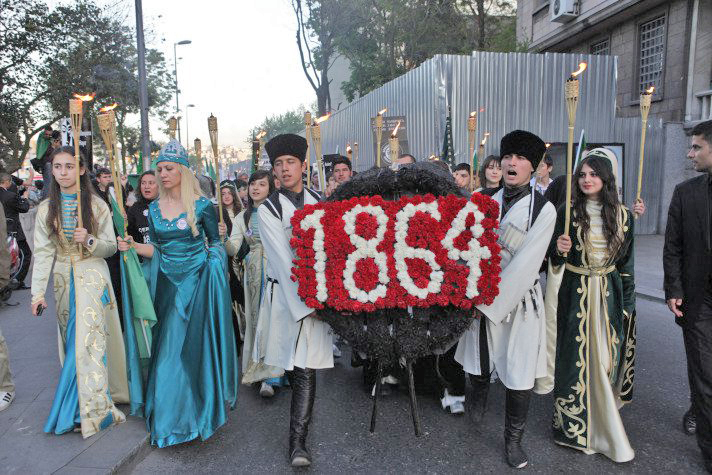
Čerkesové si připomínají vypovězení ze své vlasti na Taksimském náměstí v Istanbulu

Čerkesové žili od pradávna na severozápadním úpatí Kavkazu, který dnes patří Ruské federaci. Rusové Čerkesy z území vyhnali v 19. století po rusko-čerkeské válce do vyhnanství v Turecku a dalších zemí Blízkého východu. Rusové na území provedli etnickou čistku, po ruském zásahu na území zůstalo 10 % obyvatelstva z řad Čerkesů. Čerkesové žijící v Ruské federaci dnes (po rusko-čerkeské válce jich zbylo kolem 80 tisíc) nemají na rozdíl od Čečenců separatistické tendence. Jazyk předků čerkeštinu (adygejštinu) ovládá jen malé procento ruských Čerkesů. Důvodem je především systematické mazání jejich historie. Názvy měst, řek, hor a dokonce jmena a příjmení Čerkesů se s příchodem Rusů měnily. Čerkesové žijící na území Ruska tak složitě hledají svoji minulost. Dalším problémem dnešních Čerkesů žijících v Rusku jsou vzájemné spory s turkickými kmeny (horskými Tatary), s kterými obývají svá území. Balkaři resp. Karačajové se v mnoha směrech s Čerkesy neshodnou a tyto vzájemné spory brání ekonomickému, hospodářskému a politickému rozvoji území. Prostředníkem sporů jsou Rusové, kteří nemají důvod rozvoj podporovat. Republika Karačajsko-Čerkesko je tak z jednou nejzaostalejších oblastí na území Ruské federace.
Intelektuální elita Čerkesů (Adygejců) je formována hlavně v exilu. Národní cítění Čerkesů a touha navrácení jejich území vyvolávají lidé z exilu, resp. potomci lidí, kteří byli nuceni opustit severozápadní Kavkaz.

## Zajímavost
Po vypuzení Čerkesů z tavridské oblasti Krymu se na uvolněné půdě usadili v letech 1863–1869 i čeští a němečtí vystěhovalci, kteří zde založili několik českých a českoněmeckých osad. Větší počet Čechů se v letech 1870–1880 usadil i na vyprázdněném Kavkaze, tam bylo založeno asi 12 českých vesnic.